# Ходячие мертвецы (франшиза)
Ходячие мертвецы — медиафраншиза про зомби-апокалипсис, включающая серию комиксов, телесериалы, веб-сериал, фильмы, романы, видеоигры,  аудиокниги и саундтреки. Оригинальные комиксы были созданы писателем Робертом Киркманом и художником Тони Муром, а вскоре после создания первых комиксов к ним присоединился Чарли Адлард.
Первоначально телешоу режиссировалось Фрэнком Дарабонтом, прежде чем тот ушел из-за конфликта с AMC. Актёр Эндрю Линкольн девять сезонов исполнял главную роль заместителя шерифа Рика Граймса.
Комикс был адаптирован в первый телесериал, дебютировавший в октябре 2010 года. За ним последовал сериал «Бойтесь ходячих мертвецов» в 2015 году. В 2020 году франшиза расширилась за счет нового побочного сериала под названием «Ходячие мертвецы: Мир за пределами», а в 2022 году - сериала-антологии под названием «Истории ходячих мертвецов». К 2022 году было объявлено о нескольких новых спин-оффах для главных персонажей «Ходячих мертвецов», таких как «Ниган, Мэгги Грин, Дэрил Диксон, Рик Граймс и Мишонн, под названием Ходячие мертвецы: Мертвый город», в которых основное внимание уделяется Нигану и Мэгги. Также вышел одноименный спин-офф сериала про Дэрила Диксона и спин-офф про Рика и Мишонн, изначально представлявший собой трилогию снятых с производства фильмов.

## Комикс
The Walking Dead франшизы берет свое начало из серии комиксов с одноимённым названием. Комиксы представляют собой ежемесячную серию черно-белых комиксов, в которой рассказывается о путешествиях Рика Граймса, его семьи и других выживших после зомби-апокалипсиса.
Впервые выпущенный в 2003 году издательством Image Comics, сериал был создан писателем Робертом Киркманом и художником Тони Муром, которого позже заменил Чарли Адлард в выпуске № 7, хотя Мур продолжал делать обложки до конца выпуска № 24. Серия комиксов «Ходячие мертвецы» получила Eisner Award 2010 года за лучший продолжающийся сериал на выставке Comic-Con International в Сан-Диего. 193-й и последний выпуск вышел в 2019 году.
В июле 2020 года Image Comics объявили, что переиздадут полную версию The Walking Dead в цвете с раскраской Дэйва Маккейга. Первый выпуск переиздания планируется выпустить 7 октября 2020 года, а последующие комиксы будут выпускаться дважды в месяц, начиная с ноября 2020 года. В настоящее время нет планов выпускать их в мягкой обложке.

## Телесериалы
| Название                                          | Сезоны | Эпизоды | Премьерный показ | Премьерный показ | Шоураннер (ы)                   | Статус        |
| Название                                          | Сезоны | Эпизоды | Премьера сезона  | Финал сезона     | Шоураннер (ы)                   | Статус        |
| ------------------------------------------------- | ------ | ------- | ---------------- | ---------------- | ------------------------------- | ------------- |
| Ходячие мертвецы                                  | 1      | 6       | 31 октября 2010  | 5 декабря 2010   | Фрэнк Дарабонт                  | Завершён      |
| Ходячие мертвецы                                  | 2      | 13      | 16 октября 2011  | 18 марта 2012    | Глен Маззара                    | Завершён      |
| Ходячие мертвецы                                  | 3      | 16      | 14 октября 2012  | 31 марта 2013    | Глен Маззара                    | Завершён      |
| Ходячие мертвецы                                  | 4      | 16      | 13 октября 2013  | 30 марта 2014    | Скотт М. Гимпл                  | Завершён      |
| Ходячие мертвецы                                  | 5      | 16      | 12 октября 2014  | 29 марта 2015    | Скотт М. Гимпл                  | Завершён      |
| Ходячие мертвецы                                  | 6      | 16      | 11 октября 2015  | 3 апреля 2016    | Скотт М. Гимпл                  | Завершён      |
| Ходячие мертвецы                                  | 7      | 16      | 23 октября 2016  | 2 апреля 2017    | Скотт М. Гимпл                  | Завершён      |
| Ходячие мертвецы                                  | 8      | 16      | 22 октября 2017  | 15 апреля 2018   | Скотт М. Гимпл                  | Завершён      |
| Ходячие мертвецы                                  | 9      | 16      | 7 октября 2018   | 31 марта 2019    | Анжела Канг                     | Завершён      |
| Ходячие мертвецы                                  | 10     | 22      | 6 октября 2019   | 4 апреля 2021    | Анжела Канг                     | Завершён      |
| Ходячие мертвецы                                  | 11     | 24      | 22 августа 2021  | 20 ноября 2022   | Анжела Канг                     | Завершён      |
| Бойтесь ходячих мертвецов                         | 1      | 6       | 23 августа 2015  | 4 октября 2015   | Дэйв Эриксон                    | Завершён      |
| Бойтесь ходячих мертвецов                         | 2      | 15      | 10 апреля 2016   | 2 октября 2016   | Дэйв Эриксон                    | Завершён      |
| Бойтесь ходячих мертвецов                         | 3      | 16      | 4 июня 2017      | 15 октября 2017  | Дэйв Эриксон                    | Завершён      |
| Бойтесь ходячих мертвецов                         | 4      | 16      | 15 апреля 2018   | 30 сентября 2018 | Эндрю Чамблисс и Ян Б. Голдберг | Завершён      |
| Бойтесь ходячих мертвецов                         | 5      | 16      | 2 июня 2019      | 29 сентября 2019 | Эндрю Чамблисс и Ян Б. Голдберг | Завершён      |
| Бойтесь ходячих мертвецов                         | 6      | 16      | 11 октября 2020  | 6 июня 2021      | Эндрю Чамблисс и Ян Б. Голдберг | Завершён      |
| Бойтесь ходячих мертвецов                         | 7      | 16      | 17 октября 2021  | 5 июня 2022      | Эндрю Чамблисс и Ян Б. Голдберг | Завершён      |
| Бойтесь ходячих мертвецов                         | 8      | 12      | 14 мая 2023      | 19 ноября 2023   | Эндрю Чамблисс и Ян Б. Голдберг | Завершён      |
| Ходячие мертвецы: Мир за пределами                | 1      | 10      | 4 октября 2020   | 29 ноября 2020   | Мэттью Негрете                  | Завершён      |
| Ходячие мертвецы: Мир за пределами                | 2      | 10      | 3 октября 2021   | 5 декабря 2021   | Мэттью Негрете                  | Завершён      |
| Истории ходячих мертвецов                         | 1      | 6       | 14 августа 2022  | 18 сентября 2022 | Чанинг Пауэл                    | Завершён      |
| Ходячие мертвецы: Мёртвый город                   | 1      | 6       | 18 июня 2023     | 23 июля 2023     | Эли Йорне                       | Выпущен       |
| Ходячие мертвецы: Мёртвый город                   | 2      | 8       | 4 мая 2025       | 22 июня 2025     | Эли Йорне                       | Выпущен       |
| Ходячие мертвецы: Мёртвый город                   | 3      | TBA     | TBA              | TBA              | Сет Хоффман                     | Пре-продакшн  |
| Ходячие мертвецы: Дэрил Диксон                    | 1      | 6       | 10 сентября 2023 | 15 октября 2023  | Дэвид Забел                     | Выпущен       |
| Ходячие мертвецы: Дэрил Диксон                    | 2      | 6       | 29 сентября 2024 | 3 ноября 2024    | Дэвид Забел                     | Выпущен       |
| Ходячие мертвецы: Дэрил Диксон                    | 3      | 6       | 2025             | TBA              | Дэвид Забел                     | Пост-продакшн |
| Ходячие мертвецы: Дэрил Диксон                    | 4      | 8       | TBA              | TBA              | Дэвид Забел                     | Съёмки        |
| Ходячие мертвецы: Выжившие                        | 1      | 6       | 25 февраля 2024  | 31 марта 2024    | Скотт М. Гимпл                  | Завершён      |
| Ещё больше истории из вселенной ходячих мертвецов | 1      | 6       | TBA              | TBA              | Скотт М. Гимпл                  | В разработке  |

### Ходячие мертвецы(2010 — 2022)
Заместитель шерифа Рик Граймс просыпается из комы в постапокалиптическом мире, где власть захватила нежить, известная как ходячие. Рик должен бороться за свое выживание, чтобы защитить свою семью и друзей, по пути он встречает новых союзников и противостоит врагам, которые пытаются захватить сообщества.

### Бойтесь ходячих мертвецов(2015 — 2023)
Первоначально действие происходит в Лос-Анджелесе, штат Калифорния. Сериал рассказывает о неблагополучной семье, состоящей из школьного консультанта Мэдисон Кларк, её парня и учителя английского языка Трэвиса Манавы, её дочери Алисии и сына-наркомана Ника в разгар зомби-апокалипсиса. Четверка должна либо переделать себя, либо цепляться за свои глубокие недостатки, когда они смиряются с надвигающимся крахом цивилизации.

### Ходячие мертвецы: Мир за пределами(2020  — 2021)
В июле 2018 года, во время Comic-Con в Сан-Диего, исполнительный продюсер Скотт М. Гимпл объявил, что в разработке находится новый спин-офф. В апреле 2019 года AMC официально объявила, что съемка 10-серийного женского сериала начнется летом в Вирджинии и дебютирует в 2020 году. Первый трейлер был выпущен на New York Comic Con 2019. Ходячие мертвецы: Мир за пределами состоит, в общей сложности, из двух сезонов и 20 эпизодов.

### Истории ходячих мертвецов (2022)
В сентябре 2020 года AMC объявили, что они и Гимпл разрабатывают серию эпизодических антологий, которые будут основаны на новых или существующих персонажах, которые будут исследовать предыстории.

### Ходячие мертвецы: Мертвый город (2023 —)
В марте 2022 года AMC официально дал зеленый свет «Мертвому городу» с Морганом и Коэн в главных ролях Нигана и Мэгги соответственно. Они также являются исполнительными продюсерами вместе с Эли Джорне, который выступает в качестве шоураннера. Первый сезон сериала состоял из шести эпизодов и был выпущен 18 июня 2023 года. В июле 2023 года было объявлено о продлении на второй сезон.

### Ходячие мертвецы: Дэрил Диксон (2023 —)
В сентябре 2020 года было объявлено о третьем дополнительном сериале, созданном Анжелой Канг и Скоттом М. Гимплом, в котором Ридус и Макбрайд сыграют своих персонажей Дэрила и Кэрол, соответственно, с планами выйти в эфир в 2023 году после завершения одиннадцатого сезона сериала. Канг, которая была шоураннером главного шоу с девятого сезона, должна стать шоураннером спин-оффа. В апреле 2022 года проект был переработан, чтобы полностью сосредоточиться на Дэриле, и позже Макбрайд покинула проект.

### Ходячие мертвецы: Выжившие (2024)
Действие сериала происходит после событий пятого эпизода девятого сезона «Что будет после» и тринадцатого эпизода десятого сезона «Что мы получим» и представляет собой «эпическую историю любви двух персонажей, измененных изменившимся миром. Рик и Мишонн попадают в другой мир, построенный на войне с мёртвыми... И, наконец, на войне с живыми».

### Ещё больше истории из вселенной ходячих мертвецов
В апреле 2023 года, продолжение сериала «Истории ходячих мертвецов» было анонсировано как отдельный сериал под названием «Ещё больше истории из вселенной ходячих мертвецов».

## Веб-сериалы
| Сериал                    | Сезоны               | Эпизоды | Премьерный показ                | Сценарист(ы)                                                     | Хронология                                                                                       |
| ------------------------- | -------------------- | ------- | ------------------------------- | ---------------------------------------------------------------- | ------------------------------------------------------------------------------------------------ |
| Ходячие мертвецы          | Разорванная на части | 6       | 3 октября 2011                  | Сюжет: Джон Эспозито и Грег Никотеро Телесценарий: Джон Эспозито | До начала первого сезона Ходячих мертвецов.                                                      |
| Ходячие мертвецы          | Холодный склад       | 4       | 1 октября 2012                  | Джон Эспозито                                                    | До начала первого сезона Ходячих мертвецов.                                                      |
| Ходячие мертвецы          | Клятва               | 3       | 1 октября 2013                  | Сюжет: Грег Никотеро Телесценарий: Люк Пассмор                   | До начала первого сезона Ходячих мертвецов.                                                      |
| Ходячие мертвецы          | Красное Мачете       | 6       | 22 октября 2017 — 9 апреля 2018 | Ник Бернардоне                                                   | Во время всего апокалипсиса, в основном во время и после 4, 5, 7 и 8 сезонов Ходячих мертвецов.. |
| Бойтесь Ходячих мертвецов | Рейс 462             | 16      | 4 октября 2015 — 26 марта 2016  | Лорен Синьорино и Майкл Жунич                                    | Во время третьего эпизода первого сезона Бойтесь ходячих мертвецов.                              |
| Бойтесь Ходячих мертвецов | Проход               | 16      | 17 октября 2016 — 27 марта 2017 | Лорен Синьорино и Майкл Жунич                                    | До начала третьего сезона Бойтесь ходячих мертвецов.                                             |
| Бойтесь Ходячих мертвецов | Записи Алтеи         | 6       | 27 июля 2019 — 8 августа 2019   | Майкл Алаймо и Джейкоб Пинион                                    | До начала четвёртого сезона и перед второй половиной пятого сезона Бойтесь ходячих мертвецов.    |
| Бойтесь Ходячих мертвецов | Мертвецы в воде      | 6       | 10 апреля 2022                  | Джейкоб Пинион                                                   | До начала четвёртого шестого сезона Бойтесь ходячих мертвецов.                                   |

## Фильмы
В ноябре 2018 года Скотт М. Гимпл объявил на Talking Dead, что три фильма Ходячих мертвецов находятся в разработке от AMC Original Films, и Эндрю Линкольн подписал контракт, чтобы повторить свою роль Рика Граймса. Фильмы будут посвящены событиям, которые последовали за его уходом из телесериала. Поллианна МакИнтош повторит свою роль в сериале в роли Джадис.
В июле 2019 года стало известно, что фильмы будут выходить в кинотеатрах, а не на телевидении. Сериал будет рассказывать о продолжающихся приключениях Рика, а Гимпл выступает в роли сценариста первого фильма. Позже в том же месяце компания Universal Pictures получила распространение для этой серии фильмов. Производство первого фильма планируется начать «уже в 2019 году». Создатели обсуждали возможность возвращения Кори Хокинса в роли Хита, роль которого в сериале была прервана, чтобы работать над другими проектами. В декабре 2020 года Линкольн подтвердил, что съемки фильма планируется начать весной 2021 года.
К 2022 году было объявлено о нескольких новых спин-оффах для главных персонажей «Ходячих мертвецов», в одном из них о производстве телесериала про Рика и Мишонн, изначально представлявший собой трилогию снятых с производства фильмов.

## Расширенная вселенная

### Игры

#### Настольные игры
Было выпущено несколько настольных игр по франшизе.
- Cryptozoic Entertainment выпустила две настольные игры по мотивам телешоу:
  - Настольная игра Ходячие мертвецы (2011);
  - Настольная игра The Walking Dead: Best Defense была выпущена в 2013 году вместе с расширением.
- Кейт Трэлинс, Брайан-Дэвид Маршалл и Мэтью Ван выпустили две игры, основанные на комиксе:
  - Ходячие мертвецы: Настольная игра Роберта Киркмана (2011), выпущенная Z-Man Games.
  - Ходячие мертвецы: Тюрьма (ноябрь 2014 г.), выпущено дистрибьюторами игр Alliance.
- A The Walking Game версии для Монополии была выпущена.
- A The Walking Game версии для Риска была выпущена
- В 2018 году Mantic Games выпустила настольную версию своей миниатюрной игры All Out war, посвященную Negan: Here’s Negan.

#### Карточные игры
- Cryptozoic выпустила карточную игру The Walking Dead Card в 2013 году.

#### Миниатюры игр
- В январе 2016 года Mantic Games объявила о планах выпустить настольную миниатюрную варгейм (схватку) на основе The Walking Dead под названием The Walking Dead: All Out War .
- В 2019 году Mantic Games выпустила новую версию своих миниатюрных правил игры, ориентированную на более крупные сражения, под названием The Walking Dead: Call To Arms. В этой игре используются те же миниатюры, что и в The Walking Dead: All Out War.

### Видеоигры

#### Telltale Games
Официальная игра для The Walking Dead, действие которой разворачивается во вселенной комиксов.
| Сезоны | Эпизоды | Эпизоды | Первоначально выпущен | Первоначально выпущен |
| Сезоны | Эпизоды | Эпизоды | Первый выпуск         | Последний выпуск      |
| ------ | ------- | ------- | --------------------- | --------------------- |
| 1      | 6       | 6       | 24 апреля 2012        | 2 июля 2013           |
| 2      | 5       | 5       | 17 декабря 2013       | 26 августа 2014       |
| Мишонн | 3       | 3       | 23 февраля 2015       | 26 апреля 2015        |
| 3      | 5       | 5       | 20 декабря 2016       | 30 мая 2017           |
| 4      | 4       | 4       | 14 августа 2018       | 26 марта 2019         |

#### The Walking Dead: Social Game
Социальная игра на основе Flash на Facebook, запущенная в 2012 году и закрытая в конце 2014 года.

#### Инстинкт выживания
6 июля 2012 года Activision анонсировала шутер от первого лица, основанный на телесериале, действие которого разворачивается перед ним, которое разрабатывает Terminal Reality. Он был выпущен 19 марта 2013 года в Северной Америке. Игру встретили отрицательно.

#### The Walking Dead: Dead Reckoning
Игра для сайта AMC и действие телесериала.

#### Ходячие мертвецы: Дорога к выживанию
The Walking Dead: Road to Survival — ролевая видеоигра, разработанная Scopely на основе серии комиксов. Первоначально он был выпущен на платформе Android, позже — на iOS. Игроки выполняют различные миссии, используя команды, в обмен на дальнейшие награды и более сложные этапы.

#### The Walking Dead: Our World
Игра для Android / iOS.

#### Ходячие мертвецы: наш мир
Мобильная игра, основанная на местоположении.

#### The Escapists: The Walking Dead
The Escapists: The Walking Dead — это спин-офф от The Escapists, ролевой видеоигры — головоломки о побегах из тюрьмы.

#### Overkill’s The Walking Dead
В августе 2014 года Starbreeze Studios объявила, что кооперативный шутер от первого лица The Walking Dead находится в разработке Overkill Software. Игра называется Overkill’s The Walking Dead, и она утверждает, что предоставляет «совершенно новый опыт совместной игры» во вселенной The Walking Dead, которая исследует новых персонажей и сюжетные линии. Её планируется запустить на Xbox One, PlayStation 4 и Microsoft Windows в 2018 году. Игра создается с создателем The Walking Dead Робертом Киркманом, который говорит, что с первого дня, когда увидел проект, он был уверен, что это «та самая игра, которую ждали фанаты кооперативного экшена». Это также результат нового «долгосрочного» партнерства между Starbreeze и компанией Киркмана Skybound Interactive. По заявлению компании, это партнерство продлится «до следующего десятилетия» и знаменует собой новую эру для Starbreeze. Также подтверждено, что это происходит во вселенной комиксов Ходячие мертвецы.

#### The Walking Dead: Saints & Sinners
The Walking Dead: Saints & Sinners — это игра в виртуальной реальности, разработанная Skybound Entertainment. Он был выпущен 23 января 2020 года.

#### The Walking Dead: Onslaught
Официальная игра VR для The Walking Dead от AMC.

## Книги
Действие книг «Ходячие мертвецы» разворачивается во вселенной комиксов.
- Роберт Киркман и Джей Бонансинга (11 октября 2011). Ходячие Мертвецы: Восхождение Губернатора
- Роберт Киркман и Джей Бонансинга (16 октября 2012). Ходячие Мертвецы: Дорога в Вудбери
- Роберт Киркман и Джей Бонансинга (4 декабря 2012).  Ходячие Мертвецы: Просто ещё один день в офисе
- Роберт Киркман и Джей Бонансинга (8 октября 2013). Ходячие мертвецы: Падение губернатора: Часть первая.
- Джей Бонансинга (4 марта 2014). Ходячие мертвецы: Падение губернатора: Часть вторая.
- Джей Бонансинга (14 октября 2014). Ходячие Мертвецы Роберта Киркмана: Нисхождение
- Джей Бонансинга (6 октября 2015). Ходячие Мертвецы Роберта Киркмана: Вторжение
- Джей Бонансинга (18 октября 2016). Ходячие Мертвецы Роберта Киркмана: Найти и уничтожить
- Джей Бонансинга (17 октября 2017). Ходячие Мертвецы Роберта Киркмана: Возвращение в Вудбери
- Уэсли Чу (1 октября 2019). Ходячие Мертвецы Роберта Киркмана: Смерч

## Другие продукты
- McFarlane Toys изготовила фигурки, напоминающие персонажей комиксов, для выпуска в сентябре 2011 года. Кроме того, фигурки, напоминающие персонажей из сериалов, в том числе Рика Граймса, Дэрила Диксона и расчлененного «ходока», должны были быть выпущены в ноябре 2011 года.
- Taverncraft выпускает пинтовые стаканы и кружки The Walking Dead , а также имеет лицензию на выпуск зажигалок для этой серии.
- Журнал Titan Magazines издает The Walking Dead, The Official Magazine с октября 2012 года.
- Vannen Watches выпустили две ограниченные серии наручных часов с произведениями искусства Чарли Адларда. Первые часы были выпущены в феврале 2012 года и поставлялись с упаковкой, подписанной Робертом Киркманом и Чарли Адлардом. Вторые часы были выпущены в июне 2012 года и поставлялись с упаковкой, подписанной только Робертом Киркманом.
- Были выпущены два стола для пинбола, основанные на сериале: физический стол, разработанный Стерном Пинболом и виртуальный, разработанный и опубликованный Zen Studios на основе игры Telltale Games «The Walking Dead: Season One» .

## Пародии
- Дэйв Шеридан снялся в главной роли и продюсировал пародийный фильм «Ходячие мертвецы» (2015).